# Château de Neuville (Villefranche-d'Allier)
Pour les articles homonymes, voir Château de Neuville.
Le château de Neuville est un château situé à Villefranche-d'Allier, en France.

## Localisation
Le château est situé sur la commune de Villefranche-d'Allier, dans le département français de l'Allier. Il se trouve dans le village de Neuville, ancienne commune réunie à Villefranche-d'Allier en 1972, à l'est de la D307 reliant Villefranche-d'Allier à Venas et Hérisson. Le domaine comprend un bois et un étang.

## Description

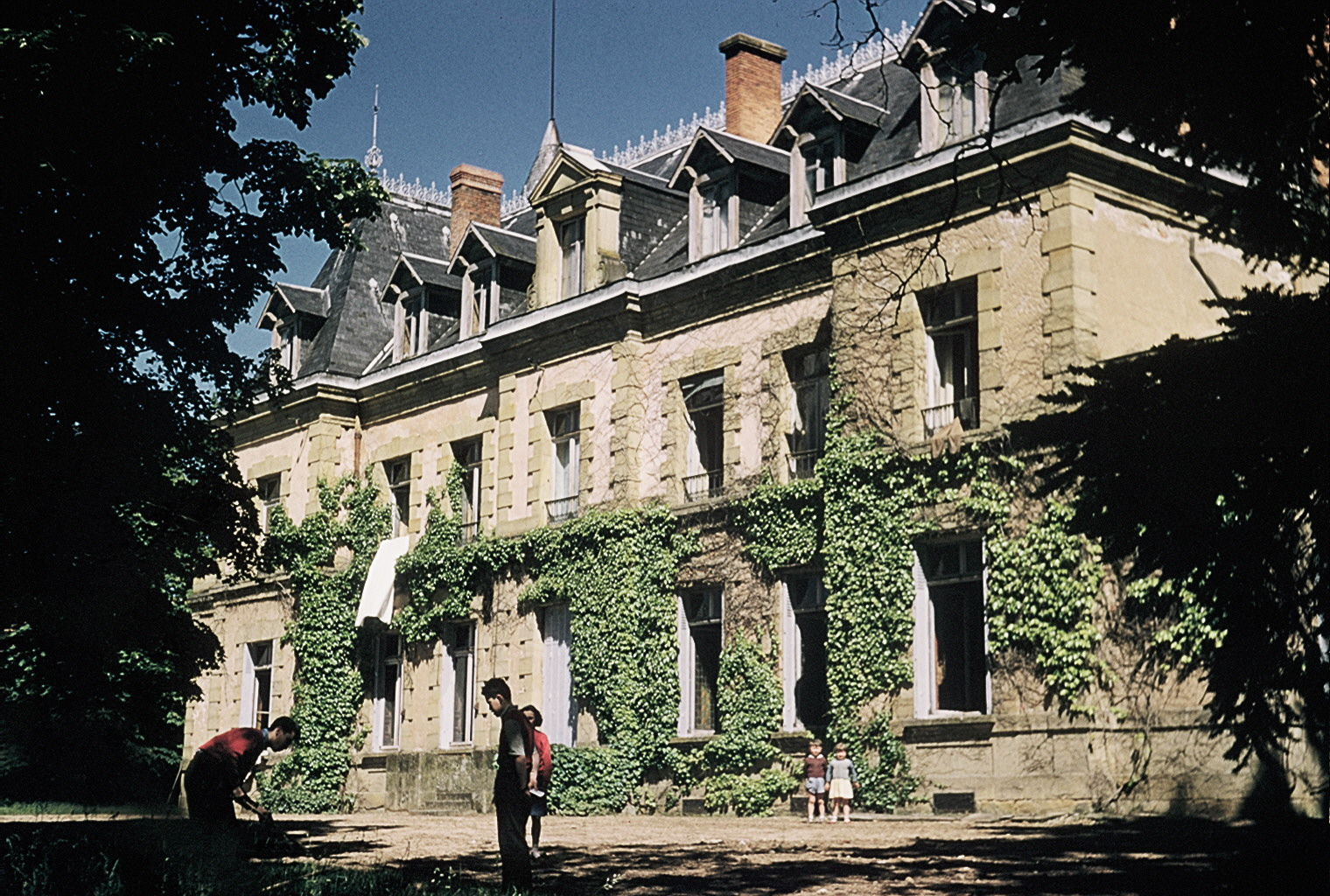
Façade arrière du château en 1958

Le château (XIXe siècle) comprend un corps de logis à deux niveaux, plus combles éclairés par des lucarnes ; il comporte sept travées. De chaque côté est accolée une tour. Il est couvert d'ardoises.
La chapelle, située à quelques mètres du château, est dotée d'un clocher à base hexagonale surmonté d'une flèche. L'intérieur a été couvert de peintures murales au XIXe siècle.

## Historique

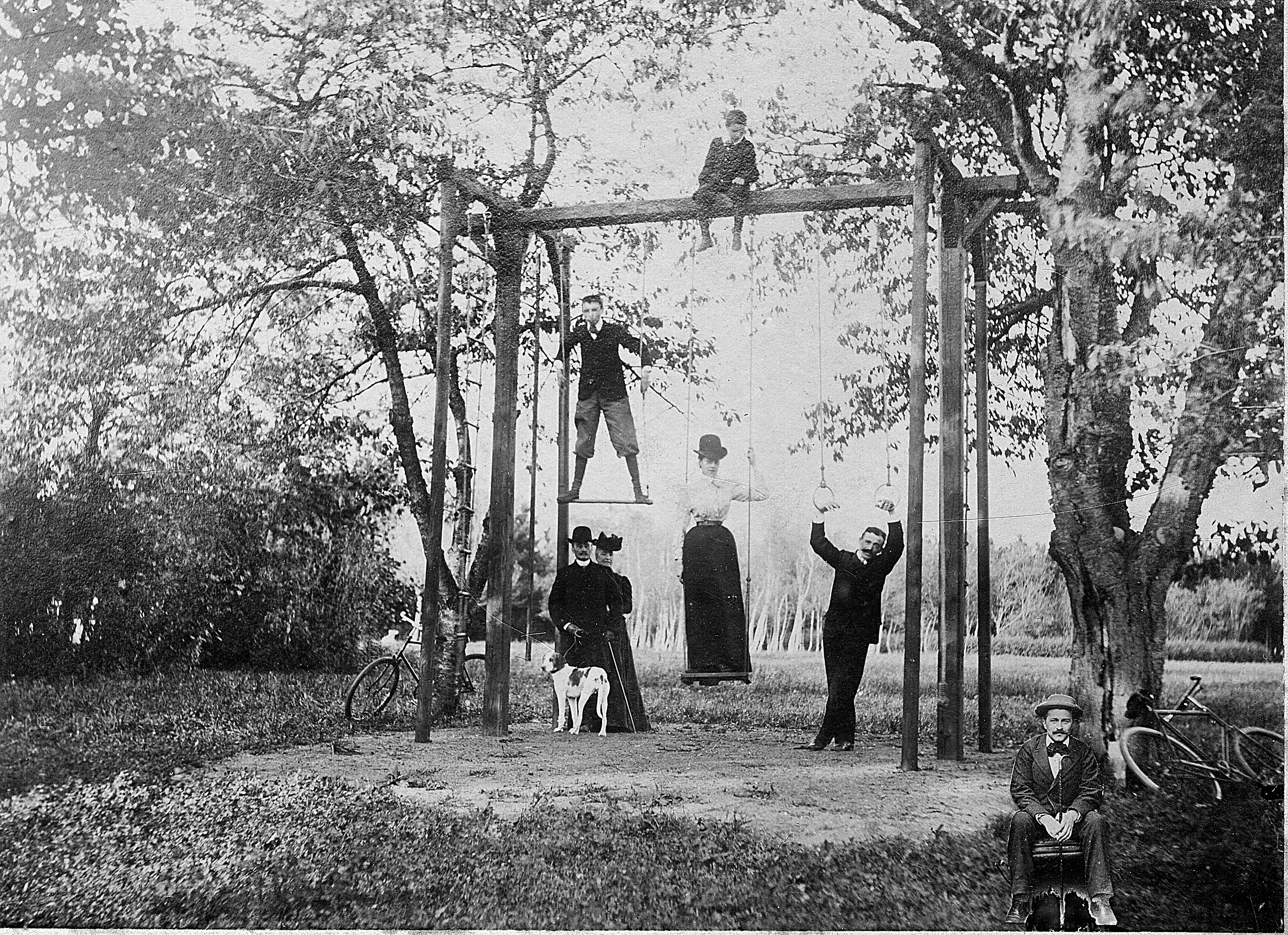
Portique dans le parc du château de Neuville - Fin XIXe siècle - Famille Souchard de Lavoreille

Le château actuel, construit au milieu du XIXe siècle par la famille Souchard de Lavoreille, comporte une chapelle, ancienne église paroissiale de Neuville devenue privée. Cette chapelle des XIIe et XIVe siècles, dédiée à saint Julien de Brioude, a été inscrite au titre des monuments historiques en 1984. Le manque d'entretien et le lierre envahissant les maçonneries et les toitures ont failli conduire à l'écroulement de la chapelle. Un projet de restauration a été engagé en 2022.
Le château et son domaine sont occupés par un institut médico-éducatif.